# Hugo Dieterle
Hugo Dieterle (* 1. April 1881 in Aalen; † 15. Juli 1952 in Hanau) war ein deutscher Apotheker und Lebensmittelchemiker.

## Leben
Hugo Dieterle besuchte das Gymnasium in Ludwigsburg. Die Pharmazie erlernte er in Esslingen am Neckar und war nach dem Vorexamen als Assistent in Ludwigsburg, Trier, Köln und Lübeck tätig. Von 1903 bis 1905 studierte er an der TH Stuttgart Pharmazie, legte das Staatsexamen ab und kaufte anschließend die Apotheke in Gundelsheim (Neckar). Während seines Studiums wurde er 1903 Mitglied der Landsmannschaft Germania Stuttgart. Drei Jahre später verkaufte er seine Apotheke und studierte von 1908 bis 1909 an der TH Stuttgart Lebensmittelchemie, legte das Lebensmittelchemikerexamen ab und promovierte 1911 zum Dr.-Ing. 
Für einige Zeit arbeitete er am chemischen Untersuchungsamt in Stuttgart und später im Reichsgesundheitsamt. Den Ersten Weltkrieg von 1914 bis 1918 machte er als Korps-Stabsapotheker mit und wurde danach Assistent am Pharmazeutischen Institut der Universität Marburg bei Johannes Gadamer und habilitierte sich 1921.
Von 1925 bis 1928 war Dieterle als Oberassistent am Pharmazeutischen Institut der Universität Berlin unter Hermann Thoms tätig und wurde im Sommersemester 1928 Professor für pharmazeutische Chemie an der Universität Frankfurt.
Bereits in Marburg hatte sich Dieterle mit alkaloid-chemischen Arbeiten befasst. Diesem Arbeitsgebiet widmete er den größten Teil seines Lebens. Später arbeitete er auch an organisch-chemischen Synthesen.
Im Jahr 1937 wurde er zum Leiter der Deutschen Pharmazeutischen Gesellschaft gewählt.

## Schriften
- Über die Reaktionsfähigkeit der Kohlenstoff-Doppelbindungen in mehrfach ungesättigten Ketonen.‘ Dissertation. Stuttgart 1911.
- Zur Kenntnis des Chelidonins. Habilitation. Berlin 1921.